# Wijken en buurten in Strijen
De Nederlandse gemeente Strijen is voor statistische doeleinden onderverdeeld in wijken en buurten. De gemeente is verdeeld in de volgende statistische wijken:
- Wijk 00 Strijen en buitengebied (CBS-wijkcode:061700)

Een statistische wijk kan bestaan uit meerdere buurten. Onderstaande tabel geeft de buurtindeling met kentallen volgens het Centraal Bureau voor de Statistiek (2008):
| CBS-buurtcode | Buurtnaam                         | Inwonertal | Opp. totaal (ha) | Opp. land (ha) | Ligging                |
| ------------- | --------------------------------- | ---------- | ---------------- | -------------- | ---------------------- |
| BU06170001    | Strijen-Centrum                   | 740        | 26               | 24             | Locatie in de gemeente |
| BU06170002    | Oranjewijk                        | 1400       | 73               | 72             | Locatie in de gemeente |
| BU06170003    | land van Essche                   | 1540       | 38               | 37             | Locatie in de gemeente |
| BU06170004    | Over de Keen                      | 1730       | 27               | 27             | Locatie in de gemeente |
| BU06170005    | Noord                             | 1350       | 43               | 41             | Locatie in de gemeente |
| BU06170007    | Oud Bonaventure (bedrijfsterrein) | 20         | 50               | 50             | Locatie in de gemeente |
| BU06170008    | Strijensas                        | 400        | 35               | 29             | Locatie in de gemeente |
| BU06170009    | Mookhoek                          | 480        | 116              | 116            | Locatie in de gemeente |
| BU06170010    | Cillaarshoek                      | 250        | 47               | 47             | Locatie in de gemeente |
| BU06170011    | Klem                              | 80         | 205              | 205            | Locatie in de gemeente |
| BU06170012    | Buitengebied-Zuid                 | 610        | 2023             | 1979           | Locatie in de gemeente |
| BU06170013    | Buitengebied-West                 | 380        | 1759             | 1741           | Locatie in de gemeente |
| BU06170014    | Buitengebied-Oost                 | 70         | 754              | 744            | Locatie in de gemeente |